# Loupiac, Gironde

Loupiac este o comună în departamentul Gironde din sud-vestul Franței. În 2009 avea o populație de 1.050 de locuitori.

## Evoluția populației
| An        | 1975 | 1982 | 1990 | 1999 | 2006 | 2009  |
| --------- | ---- | ---- | ---- | ---- | ---- | ----- |
| Populație | 966  | 981  | 990  | 939  | 939  | 1.050 |